# Helena-West Helena, Arkansas
Helena-West Helena, Arkansas là một thành phố lớn nhất và quận lỵ quận Phillips trong tiểu bang Arkansas, Hoa Kỳ. 
Thành phố hiện nay là kết quả của sự sáp nhập có hiệu lực vào ngày 01 Tháng 1 2006, hai thành phố Arkansas của Helena và West Helena. West Helena nằm ở phía tây của đỉnh Crowley, một đỉnh núi khác thường nằm ở giữa đồng băng Arkansas. Helena nằm giữa sông Mississippi và phía đông của đỉnh Crowley. Cầu Helena, Arkansas 'bốn cầu sông Mississippi, xa lộ Mỹ 49 qua sông Mississippi. Dân số kết hợp của hai thành phố là 15.012 người, tại cuộc điều tra dân số 2000.
Thành phố có nguồn gốc lịch sử của nó đến sự thành lập của thành phố cảng của Helena vào năm 1833 bên sông Mississippi. Helena bị chiếm đóng bởi quân đội Liên bang trong cuộc Nội chiến Mỹ. Thành phố Helena là địa điểm của trận Helena vào năm 1863. Cuộc chiến được bắt đầu bởi lực lượng Liên minh miền Nam trong một nỗ lực không thành công để lật đổ quân đội Liên minh từ Helena để giúp giảm bớt áp lực trên thị trấn sông chiến lược của Vicksburg, Mississippi. Helena sau này phục vụ như là điểm phát động cho quân đội Liên bang trong việc chiếm giữ của Little Rock, thủ phủ bang vào cuối năm đó.
Các thành phố phát triển thành một cộng đồng blues đang phát triển trong những năm 1940 và 1950. Thành phố tiếp tục phát triển cho đến khi đóng cửa của công ty cao su Mohawk, một công ty con của Công ty cao su Yokohama, vào những năm 1970. Tỷ lệ thất nghiệp đã tăng ngay sau đó. 